# Коулман, Джон
Джон Коулман (англ. John Coleman; род. 1935) — американский публицист, по собственным словам — бывший сотрудник британских спецслужб. Автор 11 книг (2008 год), в том числе изданной в России конспирологической книги «Комитет 300. Тайны мирового правительства» (The Committee of 300, 1992 год).
С 1969 года проживает в Соединённых Штатах. В 1969—1970 годах выпустил серию монографий и магнитофонных записей.

## Публицистическая деятельность
По утверждениям самого Джона Коулмана, он на протяжении 30 лет изучал деятельность различных мировых олигархических сообществ, расследовал и предавал огласке закулисную деятельность английской родовой аристократии и её союзников в США. В своих исследованиях Коулман уделяет значительное внимание Римскому клубу, Тавистокскому институту человеческих отношений (Великобритания), династии Ротшильдов и иным влиятельным международным структурам и организациям.
В своей книге «Комитет 300. Тайны мирового правительства» Коулман утверждает, что в мире существует могущественная секретная организация, в которую входит элита Великобритании, США и некоторых других государств, объединённая общей целью — стремлением установить своё мировое господство. По утверждению Коулмана, в планы этих не афиширующих свою деятельность людей входит радикальное сокращение населения планеты до одного миллиарда человек.
По мнению публициста, которое изложено в книге «Комитет 300», марксистский философ-музыковед Теодор Адорно является автором музыки и песен группы «Битлз».

## Книги
- The Committee of 300 (Комитет 300. Тайны мирового правительства)
- We Fight For Oil: A History of U.S. Petroleum Wars
- One World Order: Socialist Dictatorship
- The Rothschild Dynasty
- The Tavistock Institute Of Human Relations: Shaping the Moral, Spiritual, Cultural, Political, and Economic Decline of The United States of America
- Diplomacy By Deception
- Beyond the Conspiracy. Unmasking the Invisible World Government, the Committee of 300
- What You Should Know About the United States Constitution and the Bill of Rights
- The Club of Rome
- Illuminati In America 1776—2008
- Nuclear Power: Anathema to the New World Order